# Linea U7 (metropolitana di Berlino)
La linea U7 della metropolitana di Berlino (U-Bahn) è lunga 31,8 km e ha 40 stazioni.
La linea fu creata nel 1966 separando una diramazione dell'attuale linea U6, poi prolungata per tappe fino a Spandau.
La U7 è la più lunga linea metropolitana di tutta Berlino, pur attraversando quartieri compresi nella sola ex-Berlino Ovest. Serve i quartieri (Ortsteile) di Spandau, Haselhorst, Siemensstadt, Charlottenburg-Nord, Charlottenburg, Wilmersdorf, Schöneberg, Kreuzberg, Neukölln, Britz, Gropiusstadt, Rudow. È inoltre una linea completamente sotterranea.
Dal capolinea a Rudow partono regolarmente autobus diretti all'aeroporto di Berlino-Brandeburgo (fino al 25 ottobre 2020 aeroporto di Schönefeld).

## Stazioni
| Stazioni                | Interscambi | Progressiva chilometrica |
| ----------------------- | ----------- | ------------------------ |
| Rathaus Spandau         | S-Bahn      | 89,227                   |
| Altstadt Spandau        |             | 89,990                   |
| Zitadelle               |             | 90,786                   |
| Haselhorst              |             | 91,886                   |
| Paulsternstraße         |             | 92,876                   |
| Rohrdamm                |             |                          |
| Siemensdamm             |             |                          |
| Halemweg                |             |                          |
| Jakob-Kaiser-Platz      |             |                          |
| Jungfernheide           | S-Bahn      |                          |
| Mierendorffplatz        |             |                          |
| Richard-Wagner-Platz    |             |                          |
| Bismarckstraße          | U2          |                          |
| Wilmersdorfer Straße    | S-Bahn      |                          |
| Adenauerplatz           |             |                          |
| Konstanzer Straße       |             |                          |
| Fehrbelliner Platz      | U3          |                          |
| Blissestraße            |             |                          |
| Berliner Straße         | U9          |                          |
| Bayerischer Platz       | U4          |                          |
| Eisenacher Straße       |             |                          |
| Kleistpark              |             |                          |
| Yorckstraße             | S-Bahn      |                          |
| Möckernbrücke           | U1, U3      |                          |
| Mehringdamm             | U6          | 107,786                  |
| Gneisenaustraße         |             | 108,526                  |
| Südstern                |             | 109,383                  |
| Hermannplatz            | U8          | 110,549                  |
| Rathaus Neukölln        |             | 111,400                  |
| Karl-Marx-Straße        |             | 112,084                  |
| Neukölln                | S-Bahn      | 112,980                  |
| Grenzallee              |             | 113,678                  |
| Blaschkoallee           |             | 114,920                  |
| Parchimer Allee         |             | 115,754                  |
| Britz-Süd               |             | 116,570                  |
| Johannisthaler Chaussee |             | 117,612                  |
| Lipschitzallee          |             | 118,397                  |
| Wutzkyallee             |             | 119,255                  |
| Zwickauer Damm          |             | 119,884                  |
| Rudow                   |             | 120,987                  |

## Date d'apertura
- 19 aprile 1924: Mehringdamm – Gneisenaustraße
- 14 dicembre 1924: Gneisenaustraße – Südstern
- 11 aprile 1926: Südstern – Karl-Marx-Straße
- 21 dicembre 1930: Karl-Marx-Straße – Grenzallee
- 28 settembre 1963: Grenzallee – Britz-Süd
- 28 febbraio 1966: Mehringdamm – Möckernbrücke
- 2 gennaio 1970: Britz-Süd – Zwickauer Damm
- 29 gennaio 1971: Möckernbrücke – Fehrbelliner Platz
- 1º luglio 1972: Zwickauer Damm – Rudow
- 28 aprile 1978: Fehrbelliner Platz – Richard-Wagner-Platz[1][2]
- 1º ottobre 1980: Richard-Wagner-Platz – Rohrdamm[1][2]
- 1º ottobre 1980: Rohrdamm – Rathaus Spandau

### Fonti
- (DE) Ulrich Lemke e Uwe Poppel, Berliner U-Bahn, 3ª ed., Düsseldorf, Alba, 1992, ISBN 3-87094-346-7.

### Testi di approfondimento
- (DE) Alexander Seefeldt e Robert Schwandl, U7. Quer durch den West, Berlino, Robert Schwandl Verlag, 2013, ISBN 978-3-936573-37-4.